# العلاقات الكوبية الموريتانية
العلاقات الكوبية الموريتانية هي العلاقات الثنائية التي تجمع بين كوبا وموريتانيا.

## مقارنة بين البلدين
هذه مقارنة عامة ومرجعية للدولتين:
| وجه المقارنة                                              | كوبا                              | موريتانيا                 |
| --------------------------------------------------------- | --------------------------------- | ------------------------- |
| المساحة (كم2)                                             | 109.88 ألف                        | 1.03 مليون                |
| عدد السكان (نسمة)                                         | 11.48 مليون                       | 4.42 مليون                |
| الكثافة السكانية (ن./كم²)                                 | 104.48                            | 4.29                      |
| العاصمة                                                   | هافانا                            | نواكشوط                   |
| اللغة الرسمية                                             | اللغة الإسبانية                   | اللغة العربية، لغة فرنسية |
| العملة                                                    | بيزو كوبي، بيزو كوبي قابل للتحويل | أوقية موريتانية، أوقية ‏   |
| الناتج المحلي الإجمالي (بليون دولار)                      | 87.13 مليار                       | 5.02 مليار                |
| الناتج المحلي الإجمالي (تعادل القوة الشرائية) بليون دولار |                                   |                           |
| الناتج المحلي الإجمالي الاسمي للفرد دولار أمريكي          |                                   |                           |
| الناتج المحلي الإجمالي للفرد دولار أمريكي                 |                                   | 3.91 ألف                  |
| مؤشر التنمية البشرية                                      | 0.769                             | 0.506                     |
| رمز المكالمات الدولي                                      | +53                               | +222                      |
| رمز الإنترنت                                              | .cu                               | .mr                       |
| المنطقة الزمنية                                           | 00                                | 00                        |

## منظمات دولية مشتركة
يشترك البلدان في عضوية مجموعة من المنظمات الدولية، منها:
| علم المنظمة | اسم المنظمة                                 | تاريخ انضمام كوبا | تاريخ انضمام موريتانيا |
| ----------- | ------------------------------------------- | ----------------- | ---------------------- |
|             | منظمة التجارة العالمية                      | ?                 | 31 مايو 1995           |
|             | الاتحاد الدولي للاتصالات                    | 16 يناير 1918     | 18 أبريل 1962          |
|             | منظمة حظر الأسلحة الكيميائية                | ?                 | ?                      |
|             | يونسكو                                      | 29 أغسطس 1947     | 10 يناير 1962          |
|             | الأمم المتحدة                               | 24 أكتوبر 1945    | 27 أكتوبر 1961         |
|             | الاتحاد البريدي العالمي                     | ?                 | ?                      |
|             | منظمة الشرطة الجنائية الدولية               | ?                 | ?                      |
|             | مجموعة دول أفريقيا والكاريبي والمحيط الهادئ | ?                 | ?                      |

## وصلات خارجية
- موقع وزارة الخارجية الكوبية